# Placca Farallon

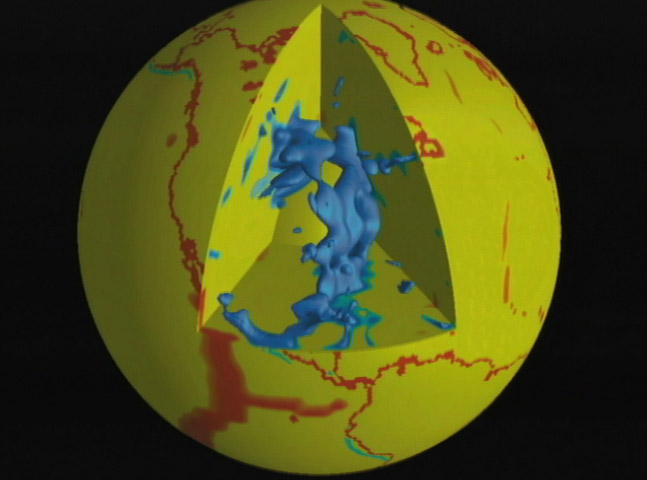
Modello software preparato dalla NASA sui resti della placca Farallon nella profondità del mantello terrestre.

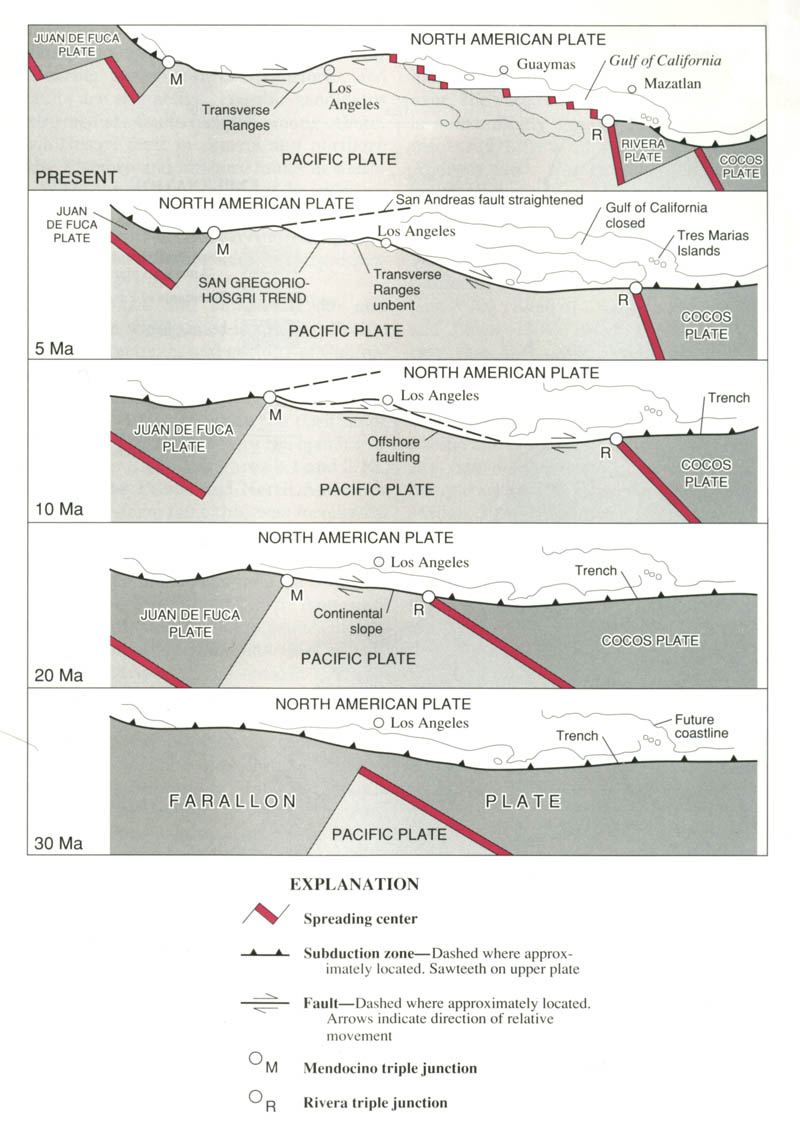
Formazione della placca di Juan de Fuca (incluse la placca Explorer e la placca di Gorda), della placca di Cocos e della faglia di Sant'Andrea a partire dalla placca Farallon.

La placca Farallon era un'antica placca tettonica della litosfera terrestre, che andò in subduzione al di sotto della placca nordamericana (allora localizzata nell'attuale Utah) quando la Pangea si frammentò durante il periodo Giurassico.
Deriva il suo nome dalle isole Farallon, localizzate poco a ovest di San Francisco in California.

## Caratteristiche
A partire dalla frammentazione della Pangea nel Giurassico, la parte centrale della placca Farallon è andata in completa subduzione al di sotto della parte sudoccidentale della placca nordamericana. I resti della placca Farallon sono identificabili a nord (in subduzione al di sotto della parte settentrionale della placca nordamericana) nella placca di Juan de Fuca, placca Explorer e placca di Gorda; la placca di Cocos è in subduzione al di sotto dell'America Centrale e la placca di Nazca è subdotta al di sotto della placca sudamericana.
La placca Farallon è anche responsabile del trasporto dell'arco insulare e di vari frammenti della crosta continentale strappati da altre placche più lontane per portarli in accrezione alla placca nordamericana. Questi frammenti provenienti da altre zone vengono definiti "terrane" e costituiscono un importante costituente della parte occidentale del Nord America.

### Visione storica
L'insieme dei dati porta a indicare che una grande placca oceanica, la placca Farallon, agì da nastro trasportatore per convogliare i terrane verso la parte occidentale della costa nordamericana dove andarono in accrezione. La componente più densa della placca andò invece in subduzione nel mantello terrestre al di sotto del continente che era caratterizzato da una densità inferiore.

## Situazione attuale
La comprensione dell'evoluzione della placca Farallon sta rapidamente migliorando in quanto i dati della tomografia sismica forniscono dettagli sempre più accurati dei residui subdotti. Tenendo conto che la costa occidentale del nord America mostra una struttura molto convoluta, c'è voluto un grande lavoro per risolvere la complessità. Nel 2013 è stata proposta una nuova spiegazione più dettagliata, che ipotizza due placche aggiuntive e attualmente subdotte, per rendere conto di alcuni aspetti di questa complessità.